# Josep Maria Pou i Serra
Josep Maria Pou i Serra (Mollet del Vallès, Vallès Oriental, 19 de novembre del 1944) és un director i actor català que ha desenvolupat la seva carrera en el món del cinema, teatre i televisió.

## Carrera artística
Interessat pel teatre des de ben jove anà a Madrid per estudiar arts escèniques, on començà la seva carrera artística. No fou fins al 1987 quan, invitat pel Centre Dramàtic de la Generalitat de Catalunya, s'instal·là al Teatre Romea i realitzà per primera vegada teatre en català.

### Teatre
Debutà el 1970 al Teatro María Guerrero de Madrid, i al llarg de la seva carrera ha protagonitzat més de 40 muntatges teatrals, sent dirigit per directors teatrals com Calixto Bieito a El Rei Lear, Ferran Madico a CelObert, Josep Maria Flotats a La gavina o Àngels a Amèrica, Mario Gas a Golfus de Roma, Pilar Miró a La verdad sospechosa, José Luis Alonso a Las tres hermanas o Antígona o Adolfo Marsillach a Marat Sade. L'any 2003 debutà com a director teatral amb el muntatge Bartleby, l'escrivent, al qual seguí La cabra o Qui és Sylvia? l'any 2005. El 2006 assumí la direcció artística del teatre Goya de Barcelona.
El 2004 fou guardonat amb el Premi Nacional de Teatre, concedit per la Generalitat de Catalunya, "pel mestratge i veritat aconseguits en les seves interpretacions de Celobert, de David Hare, al Teatre Romea de Barcelona, i Bartleby, l'escrivent, de Herman Melville al Teatre de Salt, al llarg de la temporada 2003". El 2006 fou guardonat amb el Premio Nacional de Teatro, concedit pel Ministeri de Cultura espanyol i l'any 2007 ha estat guardonat amb el Premi Internacional Terenci Moix en la categoria d'espectacle de l'any en arts escèniques per La cabra o Qui és Sylvia?, d'Edward Albee.
A l'octubre de 2008 va reinaugurar el teatre Goya de Barcelona, amb l'obra Els nois d'història. També porta la direcció artística del Teatro la Latina de Madrid.
El 2015 encetà la temporada al Teatre Romea protagonitzant l'obra Sócrates, juicio y muerte de un ciudadano, l'adaptació de Mario Gas del diàleg platònic Apologia de Sòcrates.
El Govern de la Generalitat de Catalunya li va concedir la Creu de Sant Jordi l'11 d'abril de 2017.

### Cinema
Ha desenvolupat una llarga carrera al cinema, iniciada durant la dècada del 1960, sota les ordres de directors com Alejandro Amenábar, José Luis Garci, Marta Balletbò-Coll, Carlos Saura, Ventura Pons, Josep Maria Forn, Fernando Colomo, Francesc Betriu, Pilar Miró, Montxo Armendáriz, Francesc Bellmunt, Pere Portabella, José María Forqué o Francesc Rovira-Beleta.

### Televisió
A la televisió ha participat en diverses sèries, destacant Arnau, Àngels i Sants, Temps de Silenci, Estació d'enllaç, Nit i dia a TV3 i Policías, en el corazón de la calle, a Antena 3. El 2014 participarà en la minisèrie 1714. El preu de la llibertat.

### Ràdio
Gran aficionat al teatre musical ha realitzat entre 1985 i 1999, juntament amb Concha Barral, un programa setmanal a Radio 1-Ràdio Nacional d'Espanya anomenat La Calle 42. Des de 2006 col·labora quinzenalment al programa Tot és comèdia i diàriament al programa L'Hora L de Ràdio Barcelona.

## Guardons

### Premis
- 1989: Premis Sant Jordi al millor actor espanyol per El complot dels anells
- 1999: Premi Butaca al millor actor de cinema per Amic/Amat
- 2004: Premi Nacional de Teatre de Catalunya[7]
- 2005: Premi Butaca al millor actor de cinema per Sévigné
- 2006: Premio Nacional de Teatro[8]
- 2006: Premi Butaca al millor actor de teatre per La cabra o Qui és Sylvia?
- 2007: Premi Max a la millor adaptació d'obra teatral per La cabra o Qui és Sylvia?[9]
- 2007: Premi Max a la millor direcció escènica per La cabra o Qui és Sylvia?
- 2007: Premi Internacional Terenci Moix a l'espectacle de l'any en arts escèniques per La cabra o Qui és Sylvia?[3]
- 2017: Premi Gaudí d'Honor[10]
- 2017: Català de l'any

### Nominacions
- 1999: Premi Goya al millor actor per Amic/Amat
- 2005: Premi Max al millor actor protagonista per El Rei Lear
- 2007: Premi Max al millor actor protagonista per La cabra o Qui és Sylvia?
- 2012: Premi Goya al millor interpretació masculina de repartiment per Blancanieves